# Feliksas Bajoras
Feliksas Romualdas Bajoras (født 7. oktober 1934 i Alytus, Litauen) er en litauisk komponist, violinist og lærer.
Bajoras studerede komposition og violin på Musikkonservatoriet i Vilnius hos Alexander Livont og Julius Juzeliunas. Han var dirigent for Vilnius Ungdomsteater og er lærer i komposition på Musikkonservatoriet I Vilnius.
Bajoras har skrevet 5 symfonier, orkesterværker, kammermusik, balletmusik, operaer, korværker, vokalmusik, solo stykker for mange instrumenter etc.

## Udvalgte værker
- Symfoni nr. 1 (1964) - for orkester
- Symfoni nr. 2 "Stalaktitter" (1970)- for strygerorkester
- Symfoni nr. 3 (1972)- for orkester
- Symfoni nr. 4 "Symphony-Diptych" (1983) - for orkester
- Symfoni nr. 5 (2004) - for sopran og orkester
- Violinkoncert (1999-2000) - for violin og orkester